# Клебан-Бик (річка)
Клеба́н-Бик (також Клебань-Бик, Бичок) — річка в Україні, ліва притока Кривого Торця (басейн Азовського моря).

## Загальні відомості
Довжина 43 км. Площа водозбірного басейну 401 км². Похил 2,1 м/км. Долина коритоподібна.
Живиться за рахунок атмосферних опадів. Льодостав нестійкий (з грудня до початку березня). Використовується на сільськогосподарські потреби.
На річці розташоване Клебан-Бицьке водосховище, а також РЛП «Клебан-Бик».
Бере початок із села Новоолександрівка. Перші 30 км тече переважно із півдня на північ, решту із заходу на схід.
Тече територією Покровського та Костянтинівського районів Донецької області через Воздвиженку, Баранівку, Новооленівку та Яблунівку. Впадає до Кривого Торця одразу за Клебань-Бицьким водосховищем у селищі Клебан-Бик. Споруджено численну кількість ставків.
у 1950 році завершується будівництво Клебан-Бицького водосховища.

## Назва
Гідронім фіксується з другої половини XVIII століття і має багато варіантів: Клебань Бик; Клебан Бик; Клебін Бик; Клебен Бик; Клибін Бик; Клевань Бик; Клібіл Бик; Клімін Бик; Клабин Бик; Клєпен Бик; Клепан Бик; Кінбен Бичок; Клібін Бичок; Бичок.
На військово-топографічній мапіі 40-х років XX століття правою притокою Кривого Торця подано річку Калинівку. Вона зливається з річкою Бичок (у місці їхнього злиття Калинівка повноводніша за Бичка), після чого річка отримує вже назву Клебан-Бик. 
Гідронім складається з двох частин, що злилися в одне слово, із загальною флексією, що на письмі позначається дефісом.
Основу обох частин, ймовірно, становлять народні географічні терміни бик, бичок, що мають значення: “скелястий берег”, “кам'яний стрімчак”, “камінь у воді”, “вузький стрімкий мис між двома відвершками яру, балки”, “плоска рівнина між вершинами” тощо.
Ще більш незрозуміла перша частина топоніму, що мала, як видно з наведеного вище переліку варіантів гідроніма, різноманітні графічні, звукові та морфологічні варіації: основа клеб-(кліб-, клиб-, клаб-) + суфікс -ань, -ан, -ін: основа клен - + суфікс -ань, -ан, -ен тощо.
Вже втрачений і ніде не зареєстрований географічний термін “клебань” міг мати таке ж значення, що й ковбань - “глибока яма, наповнена водою, улоговина” (з яких іноді витікають струмки та річки).
Слово клебань спочатку вживалося при гідронімі Бик у ролі детермінативу, спочатку ще не входячи до складу назви, а лише вказуючи на характер географічної реалії, що має назву Бик. Не викликає сумніву походження гідроніма (завдяки перенесенню власного імені по суміжності об'єктів) від ороніма, що раніше з'явився. Пізніше відбулося злиття цих двох слів в одній назві: Клебан(ь)-Бик, Клебан(ь)-Бика, Клебан(ь)-Бику тощо.
У народній мові в наш час найчастіше зустрічається варіант Кльопан Бик. Першу його частину інформанти осмислюють як коротке причастя від дієслова клепати, а бик – як назву опори моста.